# Władysław III. (Polen und Ungarn)
Władysław von Warna (auch Wladislaus von Warna, Wladislaus III. von Polen und Ungarn, polnisch Władysław III Warneńczyk, ungarisch I. Ulászló, kroatisch Vladislav I., litauisch Vladislovas III Varnietis, lateinisch Ladislaus; * 31. Oktober 1424 in Krakau; † 10. November 1444 bei Warna, Osmanisches Reich, heute Bulgarien) war ab 1434, als Władysław III., König von Polen und ab 1440, als Ulászló I. / Vladislav I., König von Ungarn und Kroatien. Er war der älteste Sohn des polnisch-litauischen Königs Władysław II. Jagiełło und der ruthenischen Prinzessin Sophie Holszańska.

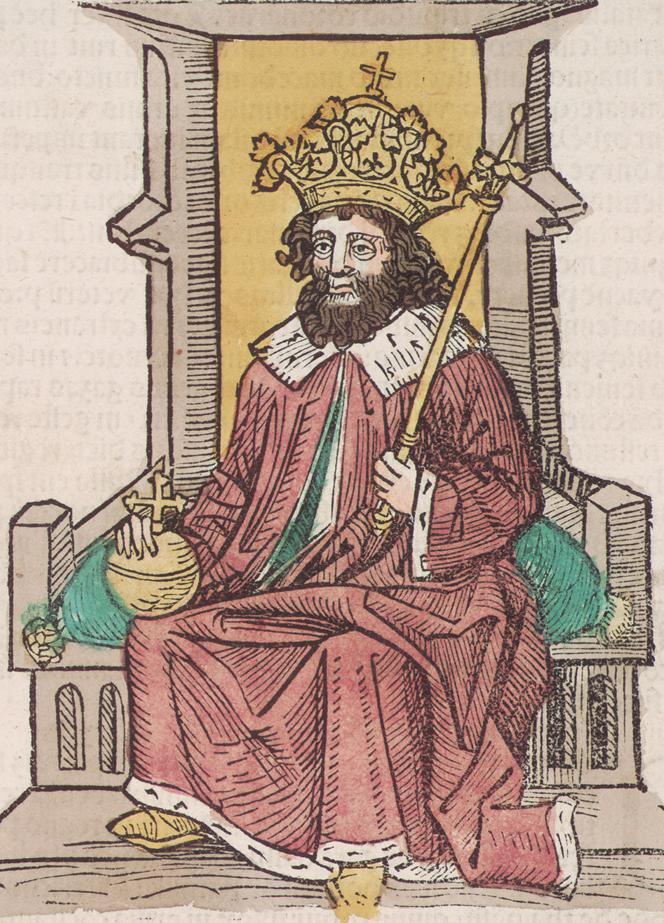
Władysław, König von Polen, Ungarn und Kroatien. Imaginäres Porträt des Königs abgebildet in der Chronica Hungarorum um 1488.

## Leben
Nach dem Tod seines Vaters wurde Władysław im Alter von 10 Jahren zum König von Polen gekrönt, wobei er unter der Vormundschaft adeliger Herren und des Kardinals Zbigniew Oleśnicki blieb. Erzogen wurde er vom Humanisten Gregor von Sanok. Während seiner Herrschaft bis zur Volljährigkeit war Kardinal Oleśnicki der tatsächliche Regent. Władysław III. starb, selbst erst 20-jährig, auf dem Schlachtfeld ohne Nachkommen.

### Eingreifen in Böhmen
Im Dezember 1437 starb Kaiser Sigismund und hinterließ für die Thronfolge in Ungarn und Böhmen nur seine Tochter Elisabeth und seinen Schwiegersohn Herzog Albrecht V. von Österreich, römisch-deutscher König. Die polenfreundliche Partei in Böhmen und der Widerwillen der von Albrecht bekämpften Hussiten gegen diese Thronfolge hatte sich so sehr gesteigert, dass diese im März 1438 Abgeordnete nach Krakau schickten, um dem König Władysław oder dessen Bruder Kasimir Andreas die Krone Böhmens anzubieten. Am 4. Mai 1438 nahmen die polnischen Stände auf dem Reichstag zu Korcsin die Krone für Prinz Kasimir an, und ein Heer wurde nach Böhmen abgesandt. Nachdem auch die Böhmen Kasimir am 29. Mai in Melnik als ihren neuen König anerkannt hatten, reagierte Albrecht schnell, um eine Union der polnischen und böhmischen Krone zu verhindern. Trotz starker Widersprüche der Opposition ließ er sich am 29. Juni 1438 in Prag zum König von Böhmen krönen. Seit 6. Juni waren 4000 Polen unter Führung der Wojewoden Sudiwoj von Posen und Tencin von Sandomir in Nordböhmen eingerückt, vereinigten sich mit den Hussiten auf 12.000 Mann und zogen plündernd bis Tabor. Albrecht sammelte seine Truppen bei Prag, seine deutschen Kontingente führten der Markgraf Friedrich von Meißen,  Herzog Ernst von Bayern und Markgraf Albrecht Achilles von Kulmbach. Anfang August rückte dieses starke Heer gegen die bei Tabor verschanzten Polen und Hussiten vor. Ab 31. August wurden aber bereits Verhandlungen angeknüpft, welche beiden Heere den kampflosen Rückzug ermöglichte. Der jugendliche König Władysław drang derweil mit einem zweiten Heer in Schlesien vor; er plünderte die Herzogtümer Oppeln, Ratibor und Troppau und machte sich deswegen bereits in Schlesien verhasst. König Albrecht nützte diesen Umstand und rückte über Görlitz nach Breslau vor, wo er bis März 1439 zum Schutze Schlesiens verblieb. Weil auch ungarische Truppen unter Stephan Rozgonyi eingefallene Polen im Raum Erlau zurückgeschlagen hatten und der litauische Fürst Švitrigaila die polnische Ostgrenze bedrohte, sah sich Władysław genötigt, seine Unternehmungen in Böhmen einzustellen und die Machtübernahme Albrechts zu akzeptieren.

### Thronkampf um Ungarn
Beim frühen Tod König Albrechts am 27. Oktober 1439 war seine 30-jährige Witwe Elisabeth von Luxemburg im fünften Monat schwanger. Viele magyarische Magnaten, insbesondere Johann Hunyadi von Hunedoara glaubten jedoch, dass Ungarn angesichts der von den Osmanen ausgehenden Gefahr eines starken Regenten bedürfe, und drängten Elisabeth im Januar 1440, sich mit dem erst 15-jährigen König Władysław III. zu vermählen. In der Hoffnung, dass sie einen Sohn gebären werde, widersetzte sich Elisabeth diesen Forderungen entschieden und konnte die Heiratspläne hinausschieben. Bald darauf, am 22. Februar, kam die Königinwitwe in Komorn mit ihrem Sohn Ladislaus, genannt Postumus (‚der Nachgeborene‘) nieder. Trotz dieser Geburt eines männlichen Nachkommen Albrechts II. setzte die Gegenpartei durch, dass Władysław III. von Gesandten des ungarischen Reichstags am 8. März 1440 in Krakau zum König Ungarns gewählt wurde. 
Elisabeth begab sich aber mit dem Säugling Ladislaus nach Stuhlweißenburg und ließ ihn dort am 15. Mai 1440 mit der Stephanskrone krönen. In Böhmen widerstrebte die starke Partei der Utraquisten der Thronfolge Ladislaus Postumus. Der mittlerweile in Ofen eingetroffene Władysław III. ließ sich am 17. Juli 1440 ebenfalls in Stuhlweisenburg durch Dénes Szécsi, Erzbischof von Gran, zum König von Ungarn krönen. Hatte Elisabeth zunächst Herzog Albrecht VI. als Vormund ihres Sohnes präferiert, so näherte sie sich nach der Krönung Władysławs III. dem zum römisch-deutschen König aufgestiegenen Friedrich III. an. Sie verpfändete die Stephanskrone an Friedrich für 2500 Dukaten und übergab ihm ihren Sohn Ladislaus zur Vormundschaft und Obhut. Mit dem erhaltenen Geld warb sie Soldaten für den Kampf gegen Władysław an. Dieser rückte ihr mit seinem Heer entgegen, seine Vorhut unter Andreas Tanczin überfiel Tyrnau, und erreichte darauf plündernd Pressburg. Seit Anfang Februar bis Ende März 1441 umringte Władysław die Stadt, musste dann aber wegen Nahrungsmangels den Rückweg nach Ofen antreten. Johann Hunyadi nahm eine führende Rolle in dem folgenden Bürgerkrieg ein und wurde dafür von König Władysław mit der Führung der Festung von Belgrad und der Woiwodschaft über Transsilvanien belohnt. Am 14. Mai 1441 zog Władysław in Erlau ein und wurde vom Bischof Simon Rozgonyi als alleiniger König Ungarns anerkannt.
Der Bürgerkrieg um den ungarischen Thron tobte weiterhin in Nordungarn und auch in Schlesien. Schließlich vermittelte ab Juni 1442 der päpstliche Legat Giuliano Cesarini im Auftrag des Papstes Eugen IV. zwischen den Kontrahenten, um das Blutvergießen zu beenden und sich auf die Türkenabwehr zu konzentrieren. Im November 1442 trafen sich in Győr Elisabeth und Władysław III. und verständigten sich. Doch nur drei Tage nach der Abreise des Jagiellonen starb Elisabeth plötzlich am 19. Dezember; an König Władysław blieb der Verdacht hängen, dass er sie habe vergiften lassen.

### Feldzug gegen die Türken
Um dem verzweifelten Hilferuf des bedrängten Konstantinopels zu entsprechen, rief Papst Eugen IV. die Polen und Ungarn zum Feldzug gegen die Türken auf. Nachdem sich die Heere beider Länder vereinigt hatten, marschierten die verbündeten Armeen am 22. Juli 1443 von Ofen ab und überschritten die Donau bei Semendria. An der Spitze seiner Reiterei fiel Hunyadi in Serbien ein und drang bis Nisch vor, dahinter folgten die Polen mit 20.000 Mann unter König Władysław. Nach weiteren Siegen bei Nissa am 3. November und am 24. Dezember bei Slatitza wurde auch Sofia erobert. Die Verbündeten drangen bereits in Bessarabien ein, eine weitere siegreiche Schlacht am Fuße des Kunobizzaberges folgte. Die Ungeduld des Königs, die Strenge des Winters und die erschwerte Versorgung des Heeres zwangen die Verbündeten im Februar 1444 zur Heimkehr. Zu diesem Zeitpunkt war die Macht des Sultan Murad II. über Bosnien, die Herzegowina, Serbien und Albanien bereits weitgehend zusammengebrochen und in Kleinasien zwang ihn der Aufstand des Vasallen Karaman-Ogli, seine Streitkräfte zu zersplittern.
König Władysław erreichten bald darauf Aufforderungen des Papstes, den Krieg gegen die Türken wieder aufzunehmen und den Aufstand des albanischen Fürsten Skanderbeg zu unterstützen. Alle Vorbereitungen zum Krieg waren bereits im Gange, als im königlichen Feldlager in Szeged Gesandte Murads erschienen, um einen zehnjährigen Waffenstillstand zu günstigen Bedingungen vorzuschlagen. Sowohl Hunyadi als auch der verbündete Serbenfürst Đurađ Branković schlugen vor, das Angebot anzunehmen, und König Władysław schwor am 15. Juli 1444 auf die Bibel, die Bedingungen anzunehmen. Zwei Tage später erhielt Kardinal Cesarini die Nachricht, dass eine Flotte von venezianischen Galeeren sich zum Bosporus aufgemacht hatte, um den Sultan daran zu hindern, Verstärkungen über See heranzubringen. Der Kardinal erinnerte den König daran, dass er geschworen habe, an einem Feldzug zu Lande mitzuwirken, wenn die Westmächte die Türken gleichzeitig von See her angreifen würden. Władysław und die Mehrheit im Kriegsrate waren zwar noch immer für den Frieden, trotzdem wollten sie dem päpstlichen Willen entsprechen. Caesarini sprach Władysław am 4. August mit der ihm vom Papst verliehenen Macht von seinem den Ungläubigen gegebenen Eid wieder frei. Die Truppen gingen wieder in Richtung zum Schwarzen Meer vor, um Anschluss an die christliche Flotte zu erreichen. Đurađ Branković bekam jetzt – im Falle einer zu erwartenden Niederlage – doch Angst vor der Rache des Sultans und informierte Murad im Geheimen über den Anmarsch der Christen. Als die Verbündeten Warna erreichten, mussten sie feststellen, dass die venezianischen Galeeren die Durchfahrt der Türken nicht hatten verhindern können und sie einer starken Übermacht gegenüberstanden. Zu der entscheidenden Schlacht bei Warna kam es am 10. November 1444 im heutigen Bulgarien. Władysław führte eine zahlenmäßig unterlegene Armee gegen die Osmanen zum Angriff. Die Schlacht endete mit einer vernichtenden Niederlage der polnisch-ungarischen Koalition, König Władysław III. selbst fiel erst 20-jährig auf dem Schlachtfeld, seine Leiche blieb verschollen. Sein Grabmal in der Wawel-Kathedrale zu Krakau ist leer.

## Nachfolge und Legenden
Als König von Polen folgte ihm sein jüngerer Bruder Kasimir IV. Andreas nach, in Ungarn und Kroatien der Habsburger Ladislaus Postumus.
Laut einer Legende sei ihm die Flucht nach der Schlacht von Warna gelungen, und er habe sich unter dem Namen Henrique Alemão auf der portugiesischen Insel Madeira niedergelassen. In einer Kirche in Madalena do Mar sei er nach seinem Ableben dann bestattet worden.
Der osmanischen Überlieferung nach wurde sein Leichnam aber nach der Schlacht durch den Janitscharen Buchrychader in einem Graben gefunden. Man schlug ihm den Kopf ab und überbrachte diesen dem Sultan. Murad II. ließ den Kopf des gefallenen Königs waschen, ausstopfen, das Haar zurechtmachen und anschließend als Trophäe seines Heeres auf einen Speer aufstecken. In Honig eingelegt, wurde der Kopf über Adrianopel in die ältere Residenz nach Bursa gesandt.

## Galerie

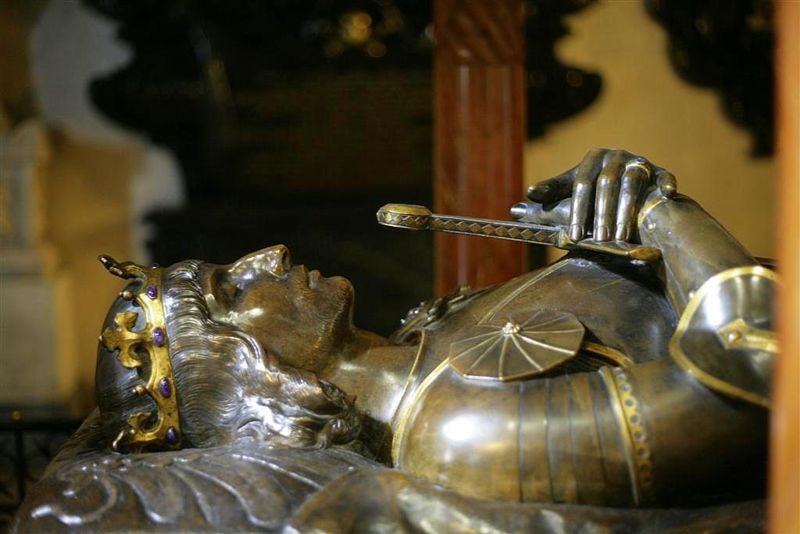
Symbolisches Grabmal des Königs Władysław auf der Wawelburg zu Krakau.
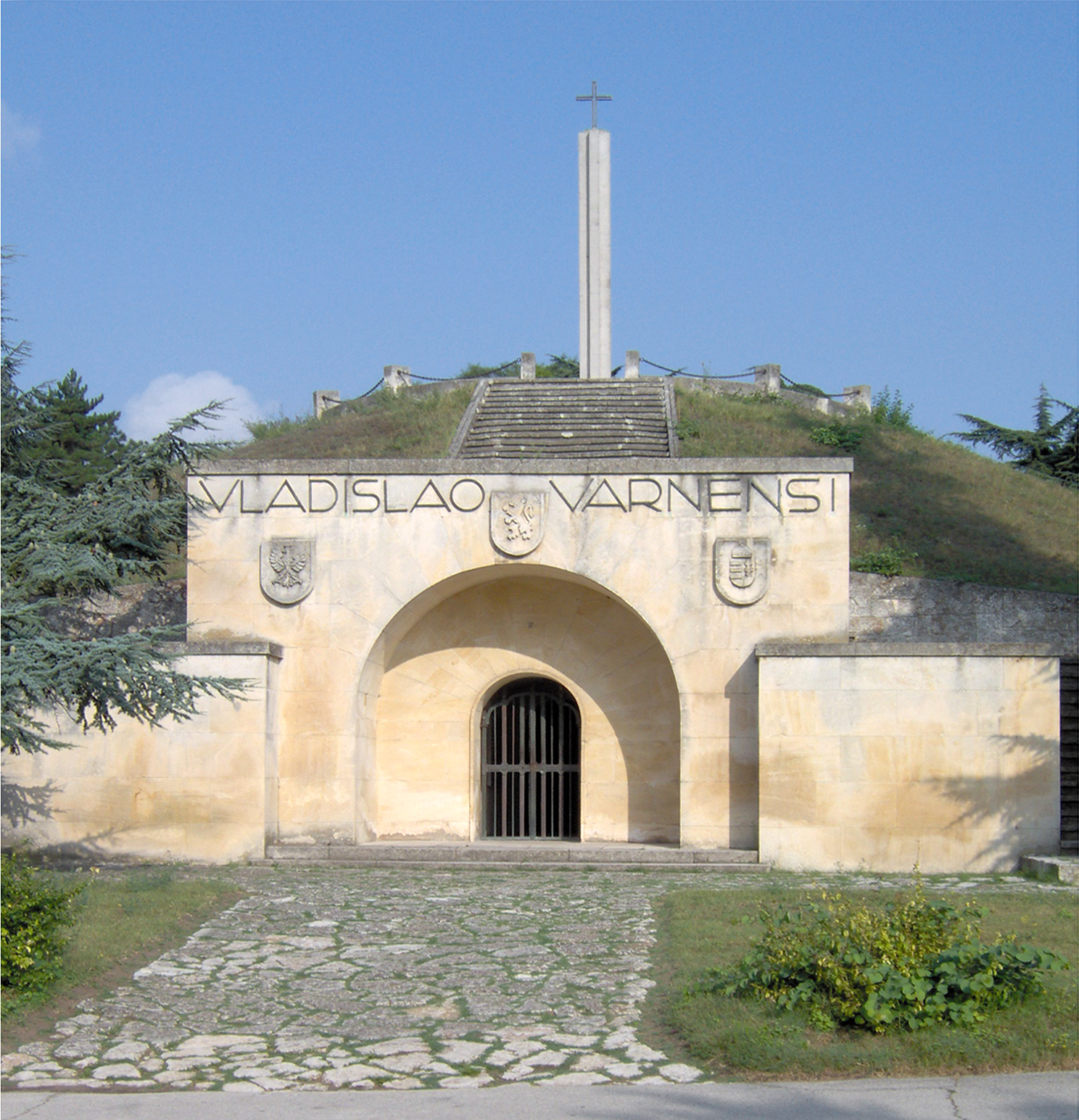
Bulgarischer Kenotaph in Warna zu Ehren des Königs Władysław.
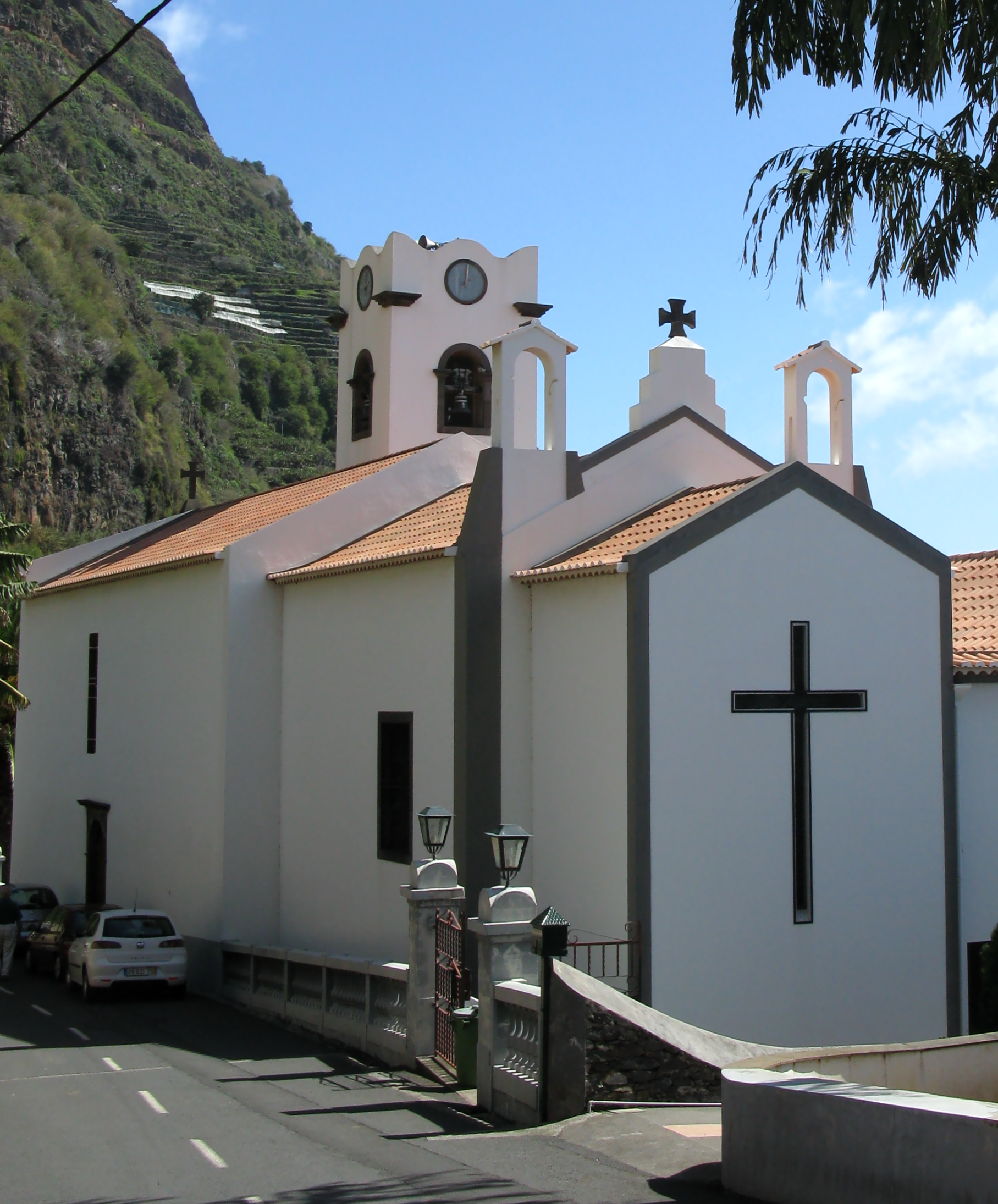
Kirche in Madalena do Mar, auf Madeira, ein hypothetischer Beerdigungsplatz von Władysław, König von Polen, Ungarn und Kroatien.
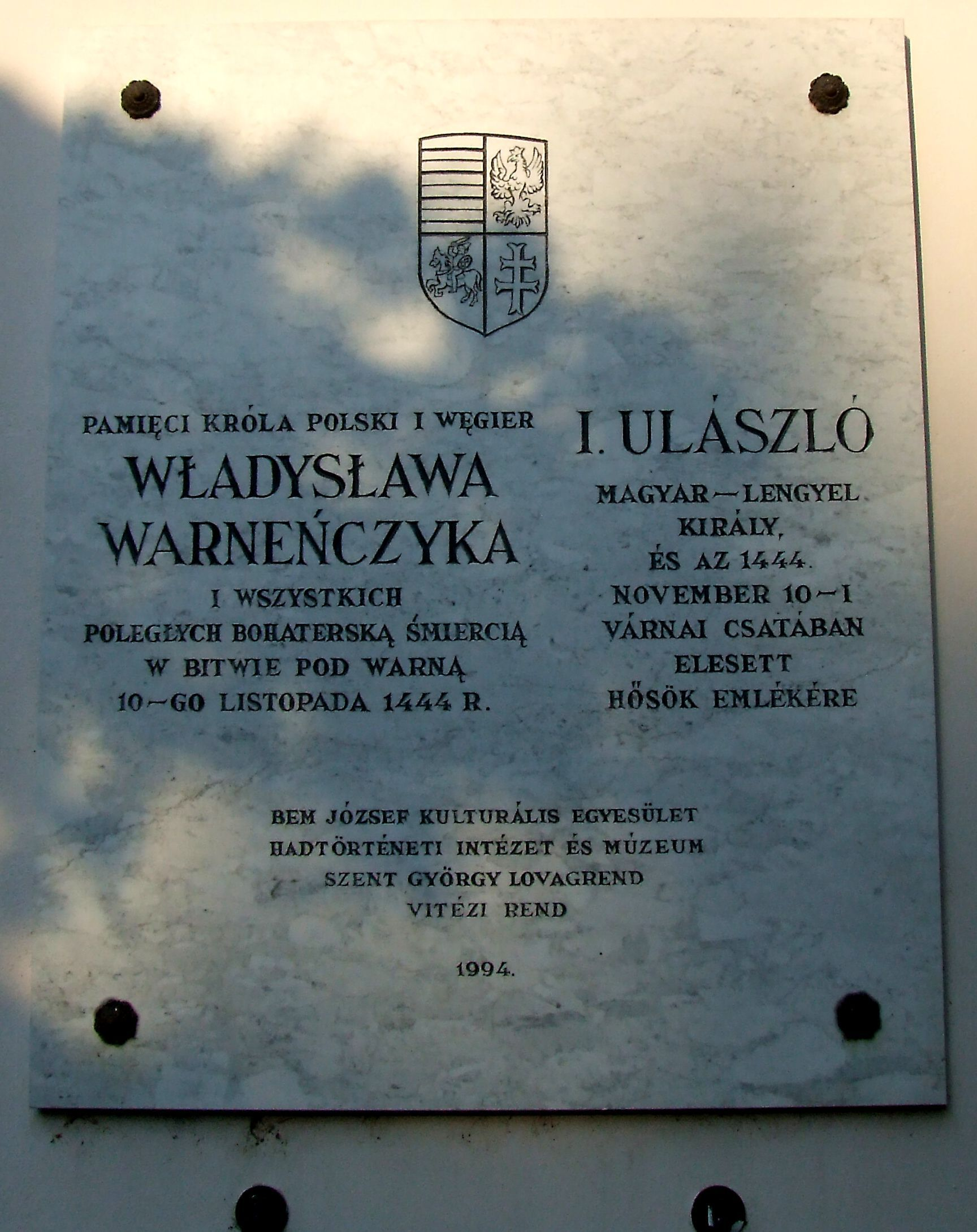
Gedenktafel an König Władysław III. von Ungarn außerhalb des Burgpalasts zu Budapest.
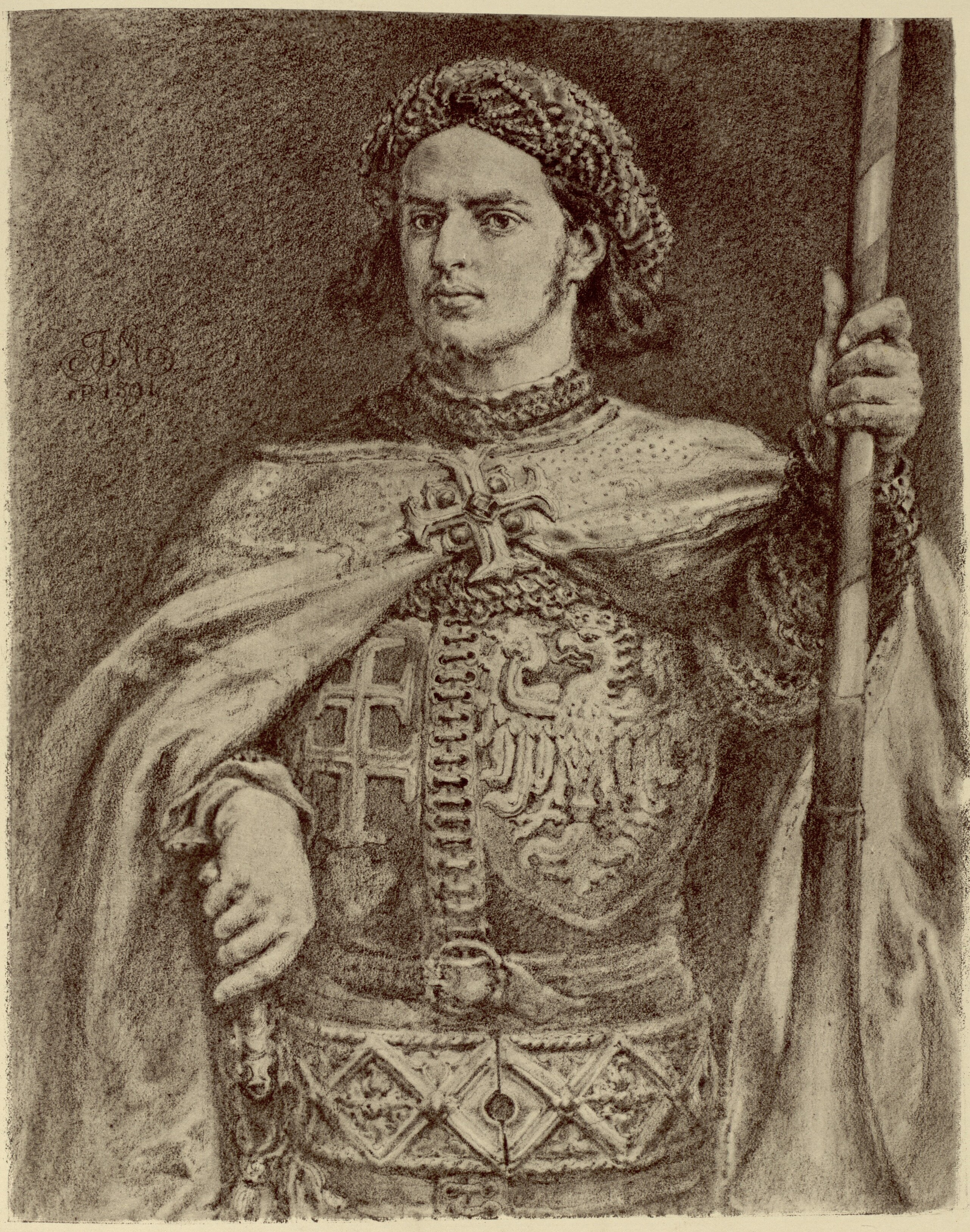
Władysław als Kreuzritter (Porträt aus der „Galerie der Könige Polens“ in einer Historiendarstellung des Malers Jan Matejko, 19. Jahrhundert).